# Sanković
Sanković (em cirílico: Санковић) é uma vila da Sérvia localizada no município de Mionica, pertencente ao distrito de Kolubara, na região de Kolubara Podgorina. A sua população era de 197 habitantes segundo o censo de 2011.

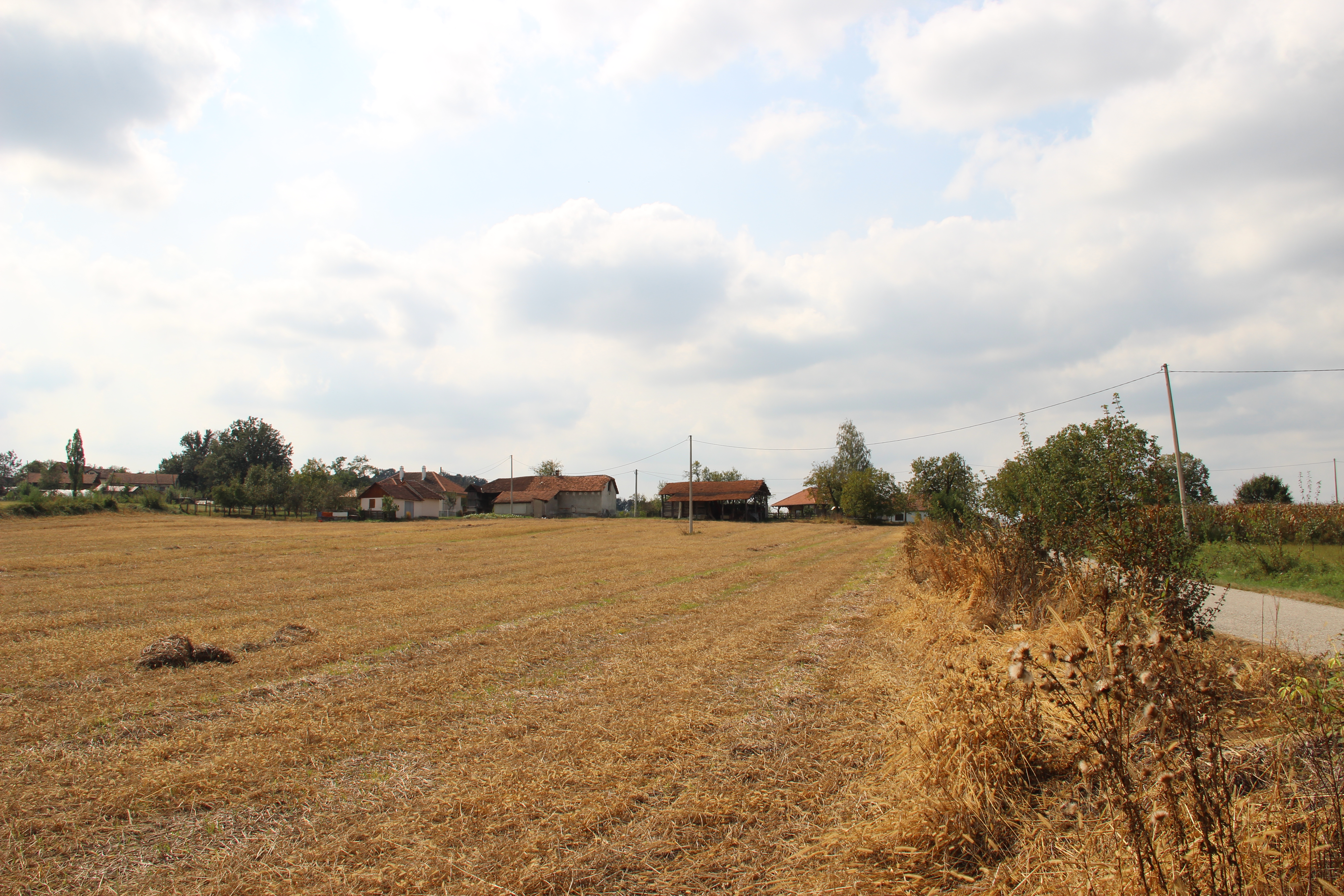
Sanković - panorama
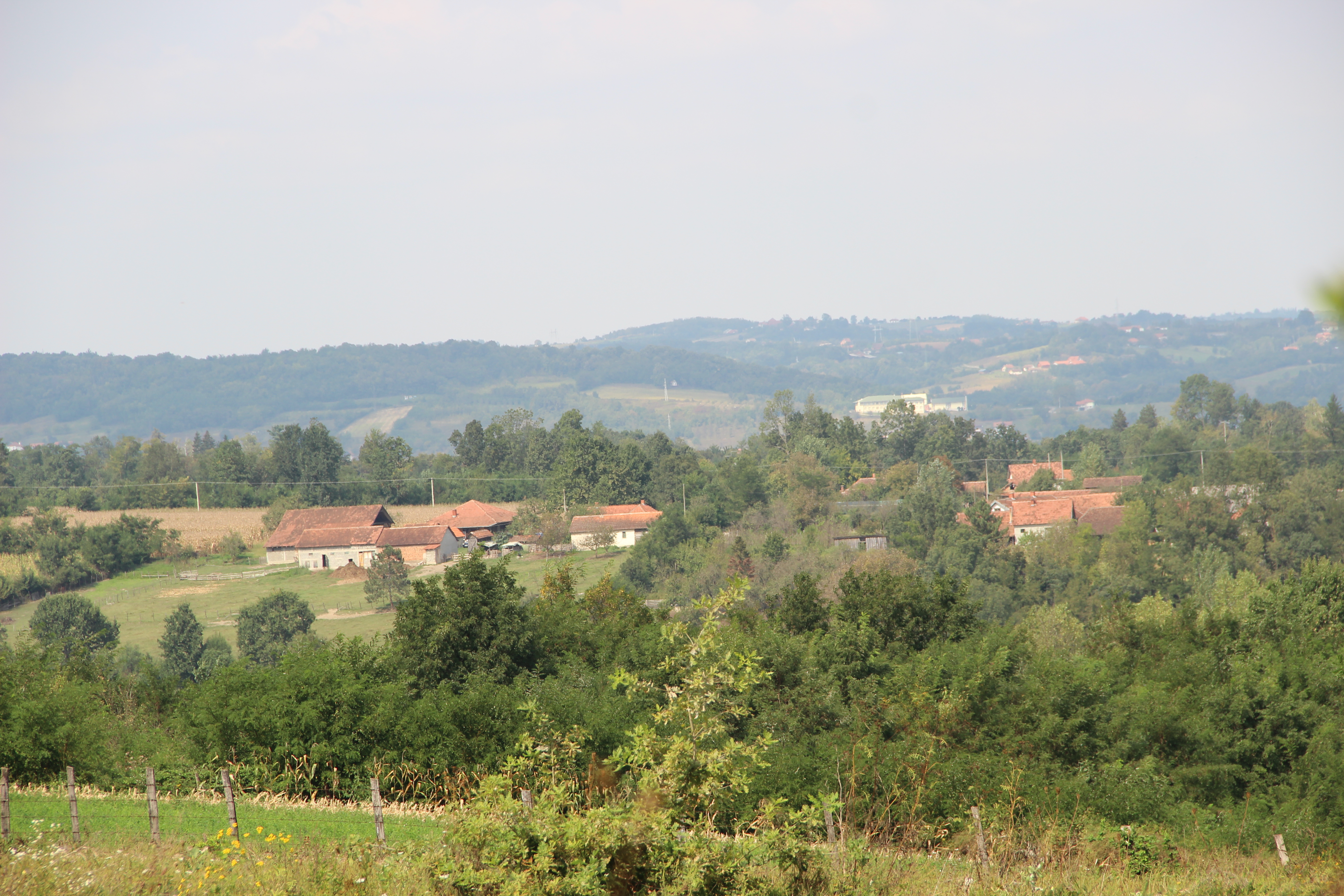
Sanković - panorama
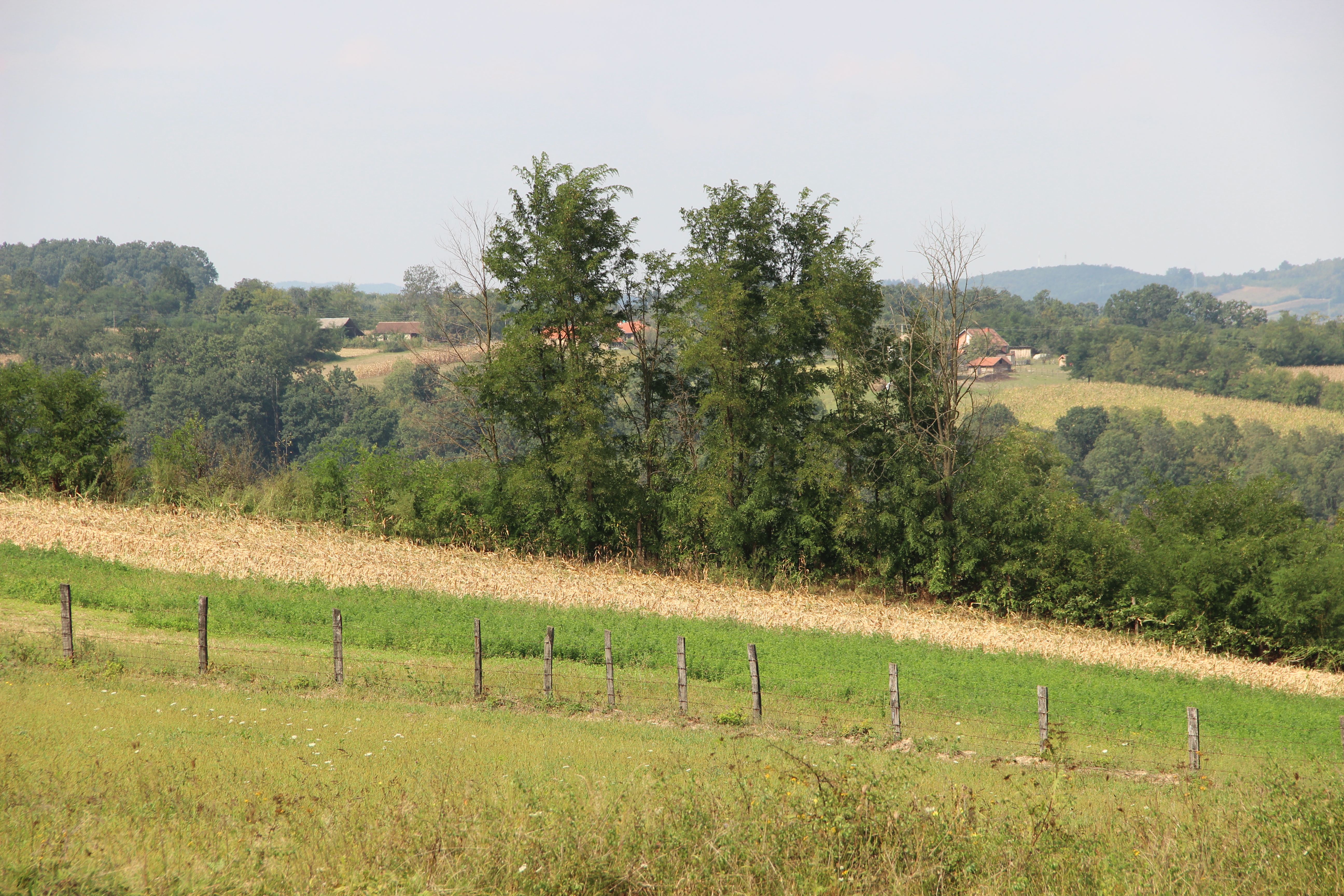
Sanković - panorama
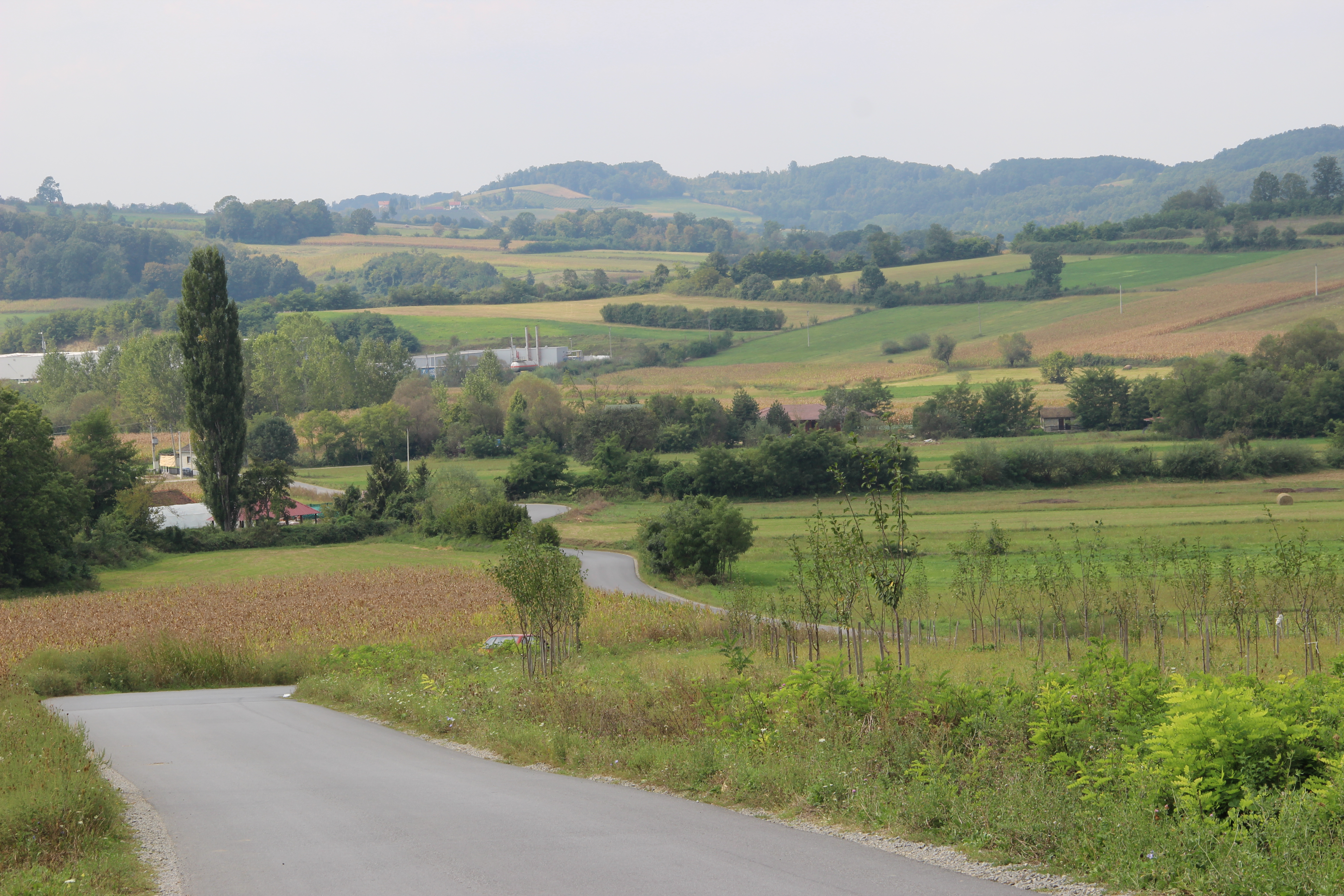
Sanković - panorama
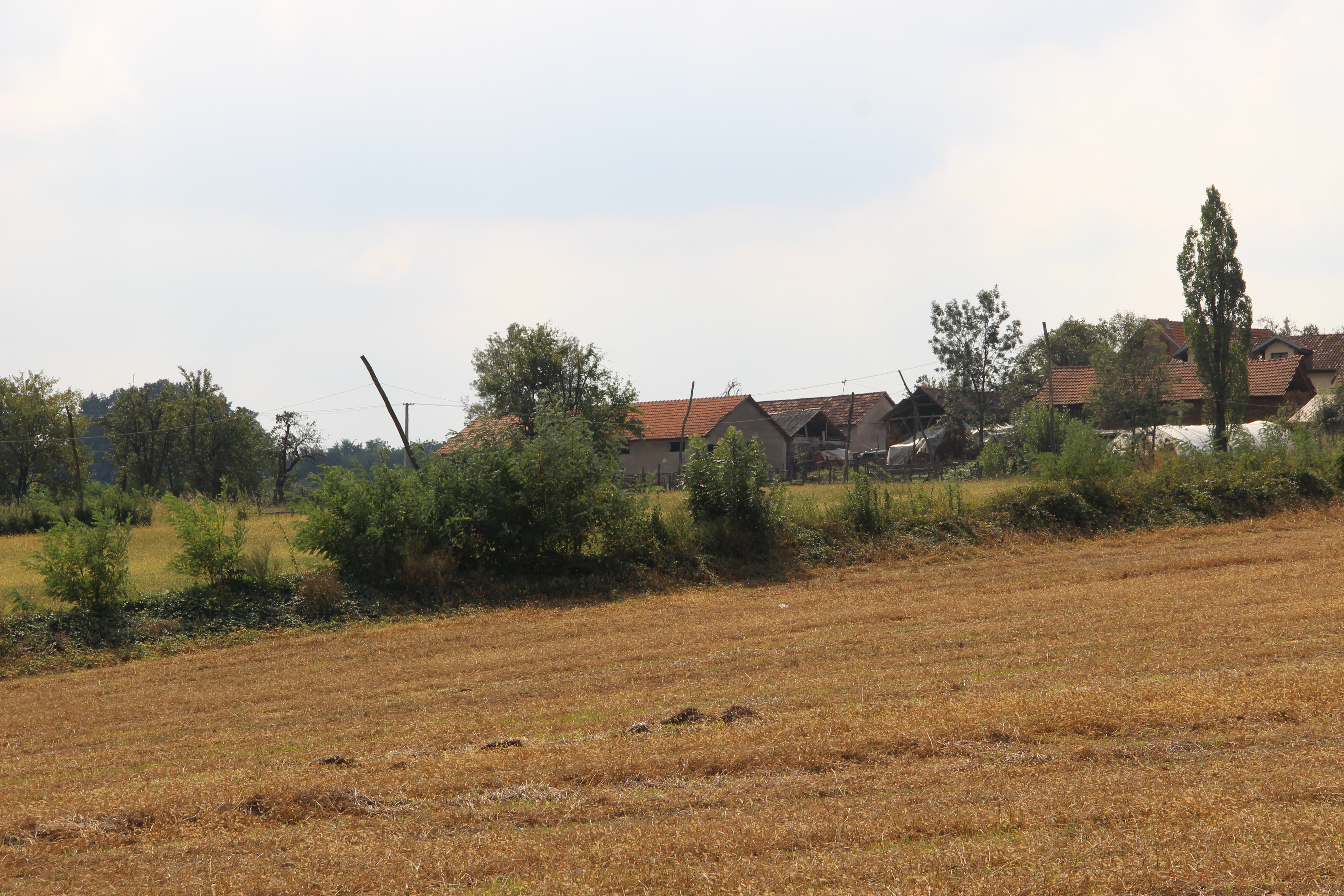
Sanković - panorama
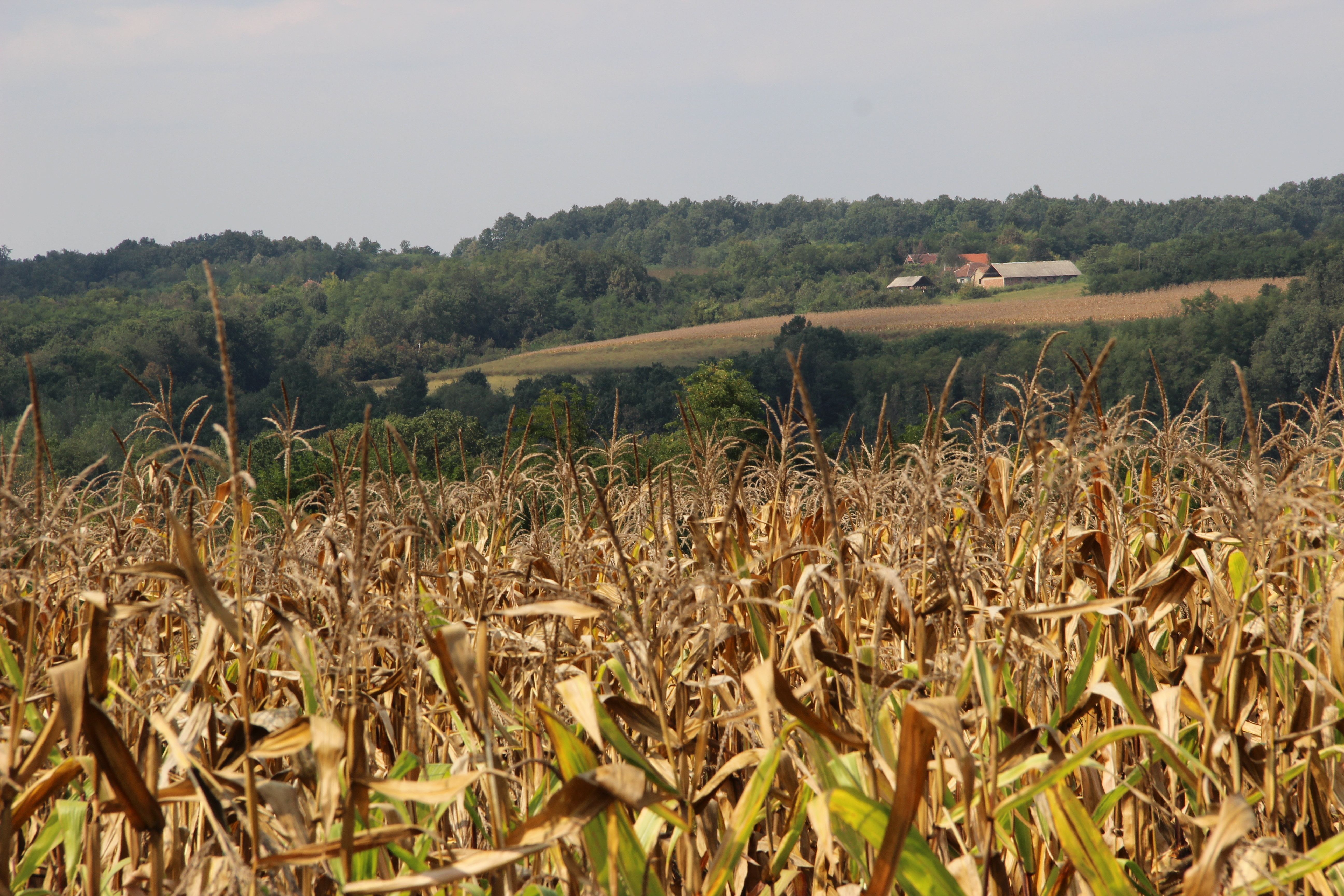
Sanković - panorama

## Demografia
| 1948 | 1953 | 1961 | 1971 | 1981 | 1991 | 2002 | 2011 |
| ---- | ---- | ---- | ---- | ---- | ---- | ---- | ---- |
| 539  | 561  | 492  | 411  | 351  | 276  | 239  | 197  |